# Jodie Meeks
Pour les articles homonymes, voir Meeks.
Jodie Meeks, né le 21 août 1987 à Nashville (Tennessee), aux États-Unis, est un joueur américain de basket-ball. Il évolue au poste d'arrière.

## Biographie

### Carrière universitaire
Il joue pendant trois saisons avec les Wildcats de l'Université du Kentucky. Après une première saison où sa moyenne de points est de 8,7 et une deuxième où il ne joue que onze matchs, il profite du départ de Joe Crawford, qui vient de terminer son année seniore, pour prendre de l'importance au sein de son équipe, sa moyenne de points progressant de 8 points à 23.

### Carrière professionnelle

#### Bucks de Milwaukee (2009-Fév.2010)
Il décide de se présenter à la Draft 2009 de la NBA. Il est retenu en quarante-et-unième position par les Bucks de Milwaukee. Ses statistiques, 4,1 points, 1,8 rebond et 0,5 passe en un peu moins de douze minutes ne satisfont pas les Bucks qui décide de l'échanger en février.

#### 76ers de Philadelphie (Fév.2010-2012)
Il rejoint la franchise des 76ers de Philadelphie. où il termine la saison avec une moyenne de 5,9 points, soit une moyenne sur la saison de 4,7.
Lors de la saison suivante, son temps de jeu augmente de plus de dix minutes et cela se ressent dans ses statistiques (sa moyenne de points étant désormais de 10,5 points). Il devient un joueur important de l'équipe, débutant 64 des 74 rencontres de saison régulière qu'il dispute.

#### Lakers de Los Angeles (2012-2014)
En août 2012, il signe en tant qu'agent libre, ou free agent, avec les Lakers de Los Angeles.
Le 9 mars 2014, il bat son record de points en carrière lors de la victoire de son équipe face au Thunder d'Oklahoma City : 42 points avec un 6 sur 11 à trois points.

#### Pistons de Détroit (2014-2016)
Le 1er juillet 2014, il s'engage avec les Pistons de Détroit pour un contrat de 19 millions pour 3 années. Durant la présaison, il souffre d'une blessure de fatigue dans le bas du dos et doit manquer deux mois de compétition. Le 28 novembre 2014, il reprend les entraînements. Le 12 décembre 2014, il fait ses débuts avec les Pistons et sur les parquets pour la saison 2014-2015 lors d'un déplacement chez les Suns de Phoenix, où les Pistons s'imposent 105 à 103 et Meeks marque 12 points en 22 minutes de jeu.
Le 28 octobre 2015, lors du second match de la saison 2015-2016 des Pistons de Détroit, il se fait une fracture de Jones au pied, son absence est estimée entre trois et quatre mois. En février 2016, il rechute et doit prolonger son absence des parquets. Le 13 avril 2016, pour le dernier match de la saison, il fait son retour sur les parquets contre les Cavaliers de Cleveland et terminent la rencontre avec 20 points, 3 rebonds et 3 passes décisives en 27 minutes.

#### Magic d'Orlando (2016-2017)
Le 29 juin 2016, il est transféré au Magic d'Orlando contre un second tour de draft 2019.

#### Wizards de Washington (2017-2018)
Le 12 juillet 2017, il signe avec les Wizards de Washington.
Le 13 avril 2018, il est suspendu 25 matches pour ne pas avoir respecté les règles anti-dopages de la NBA.
Le 15 octobre 2018, il est envoyé aux Bucks de Milwaukee puis coupé le 28 novembre 2018, une fois tous les matchs de suspension purgés.

#### Raptors de Toronto (2019)
Le 20 février 2019, il signe un contrat de 10 jours avec les Raptors de Toronto. Le 4 mars 2019, à l'issue de son contrat, il n'est pas prolongé par la franchise canadienne. Le 26 mars 2019, la franchise canadienne le signe à nouveau, cette fois-ci jusqu'à la fin de la saison.
Il devient champion NBA avec les Raptors à l'issue de la saison.

## Statistiques

### Universitaires
| Saison    | Équipe   | Matchs | Titul. | Min./m | % Tir | % 3pts | % LF | Rbds/m. | Pass/m. | Int/m. | Ctr/m. | Pts/m. |
| --------- | -------- | ------ | ------ | ------ | ----- | ------ | ---- | ------- | ------- | ------ | ------ | ------ |
| 2006-2007 | Kentucky | 34     | 1      | 22,1   | 41,9  | 36,4   | 89,7 | 2,82    | 1,50    | 0,91   | 0,06   | 8,68   |
| 2007-2008 | Kentucky | 11     | 5      | 23,0   | 30,7  | 32,0   | 79,4 | 2,64    | 1,45    | 0,55   | 0,09   | 8,82   |
| 2008-2009 | Kentucky | 36     | 36     | 34,4   | 46,3  | 40,6   | 90,2 | 3,39    | 1,75    | 1,33   | 0,14   | 23,72  |
| Total     |          | 81     | 42     | 27,7   | 43,6  | 38,6   | 89,0 | 3,05    | 1,60    | 1,05   | 0,10   | 15,38  |

### Professionnels

#### Saison régulière
| Saison    | Équipe       | Matchs | Titul. | Min./m | % Tir | % 3pts | % LF  | Rbds/m. | Pass/m. | Int/m. | Ctr/m. | Pts/m. |
| --------- | ------------ | ------ | ------ | ------ | ----- | ------ | ----- | ------- | ------- | ------ | ------ | ------ |
| 2009-2010 | Milwaukee    | 41     | 0      | 11,9   | 36,2  | 28,0   | 85,7  | 1,76    | 0,54    | 0,32   | 0,10   | 4,12   |
| 2009-2010 | Philadelphie | 19     | 0      | 12,2   | 44,0  | 38,0   | 72,2  | 1,42    | 0,89    | 0,26   | 0,05   | 5,89   |
| 2010-2011 | Philadelphie | 74     | 64     | 27,9   | 42,5  | 39,7   | 89,4  | 2,31    | 1,05    | 0,85   | 0,05   | 10,46  |
| 2011-2012 | Philadelphie | 66     | 50     | 24,9   | 40,9  | 36,5   | 90,6  | 2,44    | 0,82    | 0,61   | 0,05   | 8,42   |
| 2012-2013 | LA Lakers    | 78     | 10     | 21,3   | 38,7  | 35,7   | 89,6  | 2,19    | 0,88    | 0,74   | 0,00   | 7,92   |
| 2013-2014 | LA Lakers    | 77     | 70     | 33,2   | 46,3  | 40,1   | 85,7  | 2,52    | 1,79    | 1,44   | 0,05   | 15,70  |
| 2014-2015 | Détroit      | 60     | 0      | 24,4   | 41,6  | 34,9   | 90,6  | 1,73    | 1,32    | 0,98   | 0,10   | 11,05  |
| 2015-2016 | Détroit      | 3      | 0      | 14,5   | 35,0  | 44,4   | 100,0 | 1,67    | 1,00    | 0,00   | 0,00   | 7,33   |
| 2016-2017 | Orlando      | 36     | 10     | 20,5   | 40,2  | 40,9   | 87,8  | 2,10    | 1,30    | 0,90   | 0,10   | 9,10   |
| Total     |              | 454    | 204    | 24,0   | 42,0  | 37,6   | 88,1  | 2,20    | 1,10    | 0,83   | 0,10   | 9,86   |

#### Playoffs
| Saison | Équipe       | Matchs | Titul. | Min./m | % Tir | % 3pts | % LF  | Rbds/m. | Pass/m. | Int/m. | Ctr/m. | Pts/m. |
| ------ | ------------ | ------ | ------ | ------ | ----- | ------ | ----- | ------- | ------- | ------ | ------ | ------ |
| 2011   | Philadelphie | 5      | 5      | 24,9   | 41,9  | 44,4   | 83,3  | 2,00    | 0,80    | 0,60   | 0,00   | 7,80   |
| 2012   | Philadelphie | 13     | 1      | 7,9    | 34,6  | 23,1   | 100,0 | 0,31    | 0,31    | 0,23   | 0,08   | 2,69   |
| 2013   | LA Lakers    | 1      | 0      | 19,5   | 25,0  | 0,0    | 100,0 | 2,00    | 0,00    | 1,00   | 0,00   | 4,00   |
| 2016   | Détroit      | 1      | 0      | 1,7    | 100,0 | 0,0    | 0,00  | 0,00    | 0,00    | 0,00   | 0,00   | 2,00   |
| Total  |              | 20     | 6      | 12,4   | 38,7  | 33,3   | 95,5  | 0,80    | 0,40    | 0,35   | 0,05   | 4,00   |

## Palmarès
- Champion NBA en 2019 avec les Toronto Raptors.
- Champion de Conférence Est en 2019 avec les Toronto Raptors.
- 3e place au championnat des Amériques 2022

## Records sur une rencontre NBA
Les records personnels de Jodie Meeks, officiellement recensés par la NBA sont les suivants :
| Type de statistique        | Saison régulière | Saison régulière                                    | Saison régulière                 | Playoffs | Playoffs                                 | Playoffs                    |
| Type de statistique        | Record           | Adversaire                                          | Date                             | Record   | Adversaire                               | Date                        |
| -------------------------- | ---------------- | --------------------------------------------------- | -------------------------------- | -------- | ---------------------------------------- | --------------------------- |
| Points                     | 42               | Thunder d'Oklahoma City                             | 9 mars 2014                      | 13       | Celtics de Boston                        | 16 mai 2012                 |
| Paniers marqués            | 12               | Rockets de Houston                                  | 8 avril 2014                     | 4        | @ Heat de Miami Celtics de Boston        | 27 avril 2011 16 mai 2012   |
| Paniers tentés             | 21               | Rockets de Houston                                  | 8 avril 2014                     | 9        | Celtics de Boston                        | 16 mai 2012                 |
| Paniers à 3 points réussis | 9                | @ Magic d'Orlando                                   | 30 décembre 2014                 | 2        | 3 fois                                   |                             |
| Paniers à 3 points tentés  | 12               | Bobcats de Charlotte                                | 18 décembre 2012                 | 6        | Heat de Miami @ Heat de Miami            | 21 avril 2011 27 avril 2011 |
| Lancers francs réussis     | 14               | Thunder d'Oklahoma City                             | 9 mars 2014                      | 4        | Celtics de Boston                        | 16 mai 2012 18 mai 2012     |
| Lancers francs tentés      | 14               | Thunder d'Oklahoma City                             | 9 mars 2014                      | 4        | Celtics de Boston                        | 16 mai 2012 18 mai 2012     |
| Rebonds offensifs          | 3                | 4 fois                                              |                                  | 2        | Celtics de Boston                        | 16 mai 2012                 |
| Rebonds défensifs          | 7                | 6 fois                                              |                                  | 3        | Celtics de Boston                        | 18 mai 2012                 |
| Rebonds totaux             | 8                | 3 fois                                              |                                  | 3        | 3 fois                                   |                             |
| Passes décisives           | 7                | @ Bulls de Chicago                                  | 20 janvier 2014                  | 2        | Heat de Miami                            | 21 avril 2011               |
| Interceptions              | 6                | Magic d'Orlando Sixers de Philadelphie              | 23 mars 2014 17 janvier 2015     | 3        | Celtics de Boston                        | 18 mai 2012                 |
| Contres                    | 1                | 27 fois                                             |                                  | 1        | Bulls de Chicago                         | 4 mai 2012                  |
| Balles perdues             | 5                | @ Thunder d'Oklahoma City @ Clippers de Los Angeles | 13 décembre 2013 10 janvier 2014 | 2        | Celtics de Boston @ Spurs de San Antonio | 23 mai 2012 21 avril 2013   |
| Minutes jouées             | 44               | @ Bulls de Chicago                                  | 20 janvier 2014                  | 28       | Heat de Miami                            | 21 avril 2011               |

- Double-double : aucun (au terme de la Saison NBA 2015-2016)
- Triple-double : aucun.